# Global Knowledge
Global Knowledge Training LLC (Global Knowledge) is een bedrijf dat IT-opleidingen verzorgt. Het is gevestigd in Cary (North Carolina). Global Knowledge is ontstaan toen het toenmalige Digital in 1997 haar opleidingentak verzelfstandigde en is thans eigendom van investeringsmaatschappij Rhone Group. Global Knowledge is met 180 trainingslocaties actief in 25 landen in Amerika, Azië, Europa, het Midden-Oosten en Noord-Afrika. Global Knowledge is in Nederland gevestigd met als hoofdlocatie Nieuwegein (Global Knowledge Network Netherlands B.V.) en nevenvestigingen te Amsterdam en Zoetermeer.
De opleidingen richten zich op IT- en management-professionals. Het curriculum bestaat uit trainingen van Cisco, Microsoft, VMware, IBM, Amazon, Citrix, ITIL, Prince2, Agile, vendor-onafhankelijke IT-trainingen en softskills-trainingen.